# МТП-А5
МТП-А5 — советская машина технической помощи (МТП).

## Описание конструкции
Машина технической помощи МТП-А5 создана на базе гусеничного шасси самоходной огневой установки 9А310 (ГМ-355). Основной функцией машины является оказание технической помощи, а также эвакуация и буксировка гусеничных машин типа 2С6 (ГМ-352), 9А310 (ГМ-355), 9А38 (ГМ-569), 9С470 (ГМ-569) и автомобилей типа ЗИЛ-131, КамАЗ-4310 или Урал-4320.

### Броневой корпус и башня
Корпус МТП-А5 разделён на несколько различных по своему назначению отсеков и отделений. В носовой части корпуса по левому борту расположен отсек механика-водителя, в котором находятся органы управления шасси, лебёдкой, бульдозерным оборудованием и устройством для подъёма грузов. Справа от отделения механика-водителя за перегородкой размещено отделение механика-радиста с радиостанциями и переговорными устройствами экипажа машины. Кроме того, в этом отделении установлено оборудование, входящее в состав гидропривода, а также рукоятка привода прожектора-осветителя. Производственное отделение находится в центральной части машины. В этом отделении оборудованы рабочие места с верстаком, тисками и специальным инструментом. Помимо этого в производственном отделении имеются приборы для ведения химической, радиационной и инженерной разведки. Вход в отделение осуществляется по съёмной лестнице. Между отделениями в передней части машины и производственным также имеются проходы, в которых установлены стеллажи с ЗИПом и дополнительные топливные баки. В крыше производственного отделения смонтирована башенная установка с пулемётным вооружением и кран-стрела. Под башенкой установлено кресло слесаря-такелажника. Перед производственным отделением размещён отсек с лебёдкой и моторным агрегатом. На передней стенке отсека с наружной стороны установлено устройство для выдачи троса. В задней части машины размещено моторно-трансмиссионное отделение, в котором смонтирован двигатель с гидромеханической трансмиссией и бортовыми редукторами. С правой стороны от двигателя установлены топливные баки.

### Специальное оборудование
Для выполнения специальных задач машина МТП-А5 оснащена комплектами инструментов автомеханика, а также приспособлениями для осуществления монтажных работ. Кроме того, имеется набор метчиков, плашек, свёрл и напильников. Для устранения пробоин и трещин в корпус машин, в возимом наборе специального инструмента имеются эпоксидные компаунды. Все специальные инструменты и материалы разложены по ящикам. Также имеется кислородный баллон, обеспечивающий работу керосинореза. МТП-А5 оснащена малогабаритным заправочным агрегатом МЗА-3 для дозаправки других машин.
Основным грузоподъёмным устройством является неповоротный кран с А-образной стрелой грузоподъёмностью до 2,5 т. Вылет стрелы составляет 2,8 м, крюк способен подниматься на высоту до 4,2 м. В передней части машины установлено бульдозерное оборудование. При вытаскивании застрявшей техники используется основная лебёдка с усилием до 25 тс. Длина лебёдки составляет 100 м. Существует возможность увеличения тягового усилия до 50 тс с помощью возимого такелажного комплекта, в состав которого входят: блок полиспаст, сцепные серьги, а также тросы и скобы. При закреплении МТП-А5 к грунту с помощью отвала, вытаскиваемая техника может находиться по отношению к МТП-А5 под углом до 90°.
Дополнительно МТП-А5 оборудована прибором ночного видения ПНВ-57ЕТ, миноискателем РВМ-2, а также средствами индивидуальной защиты от радиационного и химического заражения.

## Сохранившиеся экземпляры
- Россия — открытая площадка № 1 музея Рязанского Военного Автомобильного Института[2]